# Certima triumbrata
Certima triumbrata là một loài bướm đêm trong họ Geometridae.